# Oekraïne op de Olympische Winterspelen 1998
Tijdens de Olympische Winterspelen van 1998, die in Nagano (Japan) werden gehouden, nam Oekraïne voor de tweede keer deel.

## Medailleoverzicht
| Sport   | Olympiër      | Discipline | Medaille |
| ------- | ------------- | ---------- | -------- |
| Biatlon | Olena Petrova | 15 km (v)  | Zilver   |

## Deelnemers en resultaten
(m) = mannen, (v) = vrouwen 

### Alpineskiën
| Olympiër           | Discipline     | Resultaat | Prestatie                                                        |
| ------------------ | -------------- | --------- | ---------------------------------------------------------------- |
| Mykola Skrjabin    | combinatie (m) | 12e       | 3.30,25 (+22,19) slalom: 1.47,17 (55,18+51,99) afdaling: 1.43,08 |
| Joelija Charkivska | afdaling (v)   | 33e       | 1.35,60 (+5,71)                                                  |
| Joelija Charkivska | combinatie (v) | 20e       | 2.57,11 (+16,37) afdaling: 1.35,84 slalom: 1.21,27 (41,10+40,17) |

### Biatlon
| Olympiër                                                                         | Discipline             | Resultaat | Prestatie |
| -------------------------------------------------------------------------------- | ---------------------- | --------- | --- |
| Vjatsjeslav Derkatsj                                                             | 20 km (m)              | 50e       | 1:03.14,6 (+7.58,2) pen.: 4 (3 + 1 + 0 + 0) |
| Andrij Deryzemlja                                                                | 10 km (m)              | 45e       | 30.33,6 (+3.17,4) pen.: 3 (1 + 2) |
| Mykola Kroepnyk                                                                  | 20 km (m)              | 63e       | 1:05.36,3 (+9.19,9) pen.: 6 (2 + 1 + 2 + 1) |
| Roeslan Lysenko                                                                  | 10 km (m)              | 30e       | 29.49,6 (+2.33,4) pen.: 0 (0 + 0) |
| Team Vjatsjeslav Derkatsj Roeslan Lysenko Mykola Kroepnyk Andrij Deryzemlja      | 4x7,5 km estafette (m) | 18e       | 1:28.57,1 (+7.20,9) pen.: 4-13 21.29,0 pen.: 0-3 (0-1 + 0-2) 21.41,9 pen.: 0-2 (0-1 + 0-1) 21.54,2 pen.: 0-2 (0-1 + 0-1) 23.52,0 pen.: 4-6 (3-3 + 1-3) |
| Nina Lemesj                                                                      | 7,5 km (v)             | 21e       | 24.39,8 (+1.31,8) pen.: 1 (0 + 1) |
| Iryna Merkoesjina                                                                | 7,5 km (v)             | 49e       | 25.58,6 (+2.50,6) pen.: 3 (1 + 2) |
| Olena Petrova                                                                    | 7,5 km (v)             | 11e       | 24.04,5 (+56,5) pen.: 1 (1 + 0) |
| Olena Petrova                                                                    | 15 km (v)              | Zilver    | 55.09,8 (+17,8) pen.: 1 (1 + 0 + 0 + 0) |
| Valentyna Tserbe-Nessina                                                         | 15 km (v)              | 47e       | 1:01.58,8 (+7.06,8) pen.: 4 (0 + 3 + 1 + 0) |
| Tetjana Vodopjanova                                                              | 7,5 km (v)             | 19e       | 24.23,3 (+1.15,3) pen.: 0 (0 + 0) |
| Tetjana Vodopjanova                                                              | 15 km (v)              | 24e       | 58.45,9 (+3.53,9) pen.: 3 (1 + 1 + 1 + 0) |
| Olena Zoebrilova                                                                 | 15 km (v)              | 28e       | 59.43,0 (+4.51,0) pen.: 2 (2 + 0 + 0 + 0) |
| Team Valentyna Tserbe-Nessina Olena Petrova Tetjana Vodopjanova Olena Zoebrilova | 4x7,5 km estafette (v) | 5e        | 1:42.32,6 (+2.19,0) pen.: 0-6 26.36,5 pen.: 0-2 (0-0 + 0-2) 25.20,9 pen.: 0-0 (0-0 + 0-0) 25.43,9 pen.: 0-2 (0-2 + 0-0) 24.51,3 pen.: 0-2 (0-1 + 0-1)  |

### Bobsleeën
| Olympiër                        | Discipline               | Resultaat | Prestatie                                       |
| ------------------------------- | ------------------------ | --------- | ----------------------------------------------- |
| Joerij Pantsjoek Oleh Polyvatsj | 2-mansbob (m) Oekraïne I | 23e       | 3.41,82 (+4,58) (55,47 / 55,36 / 55,52 / 55,47) |

### Freestyleskiën
| Olympiër             | Discipline  | Resultaat | Prestatie                           |
| -------------------- | ----------- | --------- | ----------------------------------- |
| Stanislav Kravtsjoek | aerials (m) | 9e        | 219,94 p. (kwalificatie: 226,65 p.) |
| Joerij Stetsko       | aerials (m) | 19e       | dnq (kwalificatie: 171,46 p.)       |
| Serhij Boet          | aerials (m) | 24e       | dnq (kwalificatie: 110,61 p.)       |
| Tetjana Kozatsjenko  | aerials (v) | 4e        | 167,32 p. (kwalificatie: 162,09 p.) |
| Alla Tsoeper         | aerials (v) | 5e        | 166,12 p. (kwalificatie: 178,46 p.) |
| Joelija Kljoekova    | aerials (v) | 8e        | 153,15 p. (kwalificatie: 161,59 p.) |
| Olena Joentsjyk      | aerials (v) | 10e       | 139,05 p. (kwalificatie: 156,95 p.) |

### Kunstrijden
| Olympiër                            | Discipline | Resultaat | Prestatie                                                 |
| ----------------------------------- | ---------- | --------- | --------------------------------------------------------- |
| Vjatsjeslav Zahorodnjoek            | mannen     | 10e       | 16,0 p. (korte kür: 16 - lange kür: 8)                    |
| Dmytro Dmytrenko                    | mannen     | 14e       | 20,0 p. (korte kür: 8 - lange kür: 16)                    |
| Olena Ljasjenko                     | vrouwen    | 9e        | 13,5 p. (korte kür: 7 - lange kür: 10)                    |
| Joelija Lavrentsjoek                | vrouwen    | 11e       | 16,5 p. (korte kür: 15 - lange kür: 9)                    |
| Jevhenija Filanenko Ihor Martsjenko | paarrijden | 11e       | 16,5 p. (korte kür: 13 - lange kür: 10)                   |
| Iryna Romanova Ihor Jarosjenko      | ijsdansen  | 9e        | 18,4 p. (verpl.1: 9 - verpl.2: 8 - org.: 10 - vrij: 9)    |
| Olena Hroesjyna Roeslan Hontsjarov  | ijsdansen  | 15e       | 30,2 p. (verpl.1: 15 - verpl.2: 16 - org.: 15 - vrij: 15) |

### Langlaufen
| Olympiër                                                                             | Discipline                    | Resultaat | Prestatie                                           |
| ------------------------------------------------------------------------------------ | ----------------------------- | --------- | --------------------------------------------------- |
| Mychajlo Artjoechov                                                                  | 10 km klassiek (m)            | 72e       | 31.52,8 (+4.28,3)                                   |
| Mychajlo Artjoechov                                                                  | 30 km klassiek (m)            | 29e       | 1:41.13,0 (+7.17,2)                                 |
| Mychajlo Artjoechov                                                                  | 50 km vrije stijl (m)         | 46e       | 2:20.59,2 (+15.51,0)                                |
| Mychajlo Artjoechov                                                                  | achtervolging 10 km+15 km (m) | 52e       | +6.50,8 (10 km:31.52 + 15 km:42.00,5)               |
| Hennadij Nykon                                                                       | 10 km klassiek (m)            | 60e       | 31.07,6 (+3.43,1)                                   |
| Hennadij Nykon                                                                       | 30 km klassiek (m)            | 38e       | 1:42.32,7 (+8.36,9)                                 |
| Hennadij Nykon                                                                       | achtervolging 10 km+15 km (m) | 46e       | +5.42,4 (10 km:31.07 + 15 km:41.37,1)               |
| Mykola Popovytsj                                                                     | 10 km klassiek (m)            | 55e       | 30.51,2 (+3.26,7)                                   |
| Mykola Popovytsj                                                                     | 50 km vrije stijl (m)         | 50e       | 2:22.48,0 (+17.39,8)                                |
| Mykola Popovytsj                                                                     | achtervolging 10 km+15 km (m) | dnf       | opgave 15 km (10 km:30.51 + 15 km:dnf)              |
| Oleksandr Oesjkalenko                                                                | 30 km klassiek (m)            | 48e       | 1:44.15,7 (+10.19,9)                                |
| Oleksandr Oesjkalenko                                                                | 50 km vrije stijl (m)         | 57e       | 2:27.09,1 (+22.00,9)                                |
| Oleksandr Zarovnyj                                                                   | 10 km klassiek (m)            | dnf       | opgave                                              |
| Oleksandr Zarovnyj                                                                   | 30 km klassiek (m)            | 44e       | 1:43.26,2 (+9.30,4)                                 |
| Oleksandr Zarovnyj                                                                   | 50 km vrije stijl (m)         | 43e       | 2:20.31,0 (+15.22,8)                                |
| Oleksandr Zarovnyj                                                                   | achtervolging 10 km+15 km (m) | dnf       | opgave 10 km (10 km: + 15 km:)                      |
| Team Hennadij Nykon Oleksandr Zarovnyj Mychajlo Artjoechov Mykola Popovytsj          | 4x10 km estafette (m)         | 12e       | 1:44.33,9 (+3.38,2) 26.40,5 26.30,9 26.04,3 25.18,2 |
| Olena Hajasova                                                                       | 5 km klassiek (v)             | 41e       | 19.18,2 (+1.40,3)                                   |
| Olena Hajasova                                                                       | 15 km klassiek (v)            | dnf       | opgave                                              |
| Olena Hajasova                                                                       | 30 km vrije stijl (v)         | 27e       | 1:31.01,0 (+8.59,5)                                 |
| Olena Hajasova                                                                       | achtervolging 5 km+10 km (v)  | 30e       | +3.22,0 (5 km:19.18 + 10 km:30.10,9)                |
| Maryna Pestrjakova                                                                   | 5 km klassiek (v)             | 40e       | 19.17,6 (+1.39,7)                                   |
| Maryna Pestrjakova                                                                   | 15 km klassiek (v)            | 23e       | 50.45,6 (+3.50,2)                                   |
| Maryna Pestrjakova                                                                   | achtervolging 5 km+10 km (v)  | 36e       | +3.48,8 (5 km:19.17 + 10 km:30.38,7)                |
| Valentyna Sjevtsjenko                                                                | 5 km klassiek (v)             | 19e       | 18.47,5 (+1.09,6)                                   |
| Valentyna Sjevtsjenko                                                                | 15 km klassiek (v)            | 11e       | 49.12,9 (+2.17,5)                                   |
| Valentyna Sjevtsjenko                                                                | 30 km vrije stijl (v)         | 14e       | 1:28.20,0 (+6.18,5)                                 |
| Valentyna Sjevtsjenko                                                                | achtervolging 5 km+10 km (v)  | 20e       | +2.08,9 (5 km:18.47 + 10 km:29.28,8)                |
| Hanna Slipenko                                                                       | 30 km vrije stijl (v)         | dnf       | opgave                                              |
| Iryna Taranenko Terelja                                                              | 5 km klassiek (v)             | 11e       | 18.17,2 (+39,3)                                     |
| Iryna Taranenko Terelja                                                              | 15 km klassiek (v)            | 4e        | 48.10,2 (+1.14,8)                                   |
| Iryna Taranenko Terelja                                                              | 30 km vrije stijl (v)         | 8e        | 1:25.22,3 (+3.20,8)                                 |
| Iryna Taranenko Terelja                                                              | achtervolging 5 km+10 km (v)  | 4e        | +10,2 (5 km:18.17 + 10 km:28.00,1)                  |
| Team Valentyna Sjevtsjenko Iryna Taranenko Terelja Olena Hajasova Maryna Pestrjakova | 4x5 km estafette (v)          | 9e        | 57.54,8 (+2.41,3) 14.57,2 13.53,1 14.39,2 14.25,3   |

### Rodelen
| Olympiër                        | Discipline | Resultaat | Prestatie                                             |
| ------------------------------- | ---------- | --------- | ----------------------------------------------------- |
| Natalija Jakoesjenko            | vrouwen    | 11e       | 3.26,548 (+2,769) (52,014 / 51,746 / 51,511 / 51,277) |
| Lilija Loedan                   | vrouwen    | 16e       | 3.27,711 (+3,932) (52,213 / 52,087 / 51,815 / 51,596) |
| Ihor Oerbanski Andrij Moechin   | dubbel     | 7e        | 1.41,968 (+0,863) (51,262 / 50,706)                   |
| Oleh Avdjejev Danylo Pantsjenko | dubbel     | 11e       | 1.42,688 (+1,583) (51,413 / 51,275)                   |

### Schaatsen
| Olympiër               | Discipline | Resultaat | Prestatie                   |
| ---------------------- | ---------- | --------- | --------------------------- |
| Oleh Kostromitin       | 500 m (m)  | 35e       | 1.14,46 (+3,11) 37,27+37,19 |
| Oleh Kostromitin       | 1000 m (m) | 39e       | 1.14,53 (+3,89)             |
| Serhij Priz            | 5000 m (m) | 28e       | 6.54,27 (+32,07)            |
| Lesja Bilozoeb         | 500 m (v)  | 27e       | 1.20,94 (+4,34) 40,42+40,52 |
| Lesja Bilozoeb         | 1000 m (v) | 28e       | 1.21,84 (+5,33)             |
| Svitlana Konstantynova | 1500 m (v) | 33e       | 2.08,76 (+11,18)            |
| Svitlana Konstantynova | 3000 m (v) | 30e       | 4.37,27 (+29,98)            |

### Schansspringen
| Olympiër         | Discipline                     | Resultaat | Prestatie                                                        |
| ---------------- | ------------------------------ | --------- | ---------------------------------------------------------------- |
| Volodymyr Hlyvka | normale schans individueel (m) | 47e       | 77,0 punten 77,0 p. (73,0 m) + niet geplaatst voor tweede ronde  |
| Volodymyr Hlyvka | grote schans individueel (m)   | 29e       | 168,5 punten 94,7 p. (109,0 m) + 73,8 p. (98,5 m)                |
| Ljoebym Kohan    | normale schans individueel (m) | 56e       | 63,5 punten 63,5 p. (67,5 m) + niet geplaatst voor tweede ronde  |
| Ljoebym Kohan    | grote schans individueel (m)   | 61e       | 35,2 punten 35,2 p. (79,0 m) + niet geplaatst voor tweede ronde  |
| Ivan Kozlov      | normale schans individueel (m) | 31e       | 85,5 punten 85,5 p. (76,0 m) + niet geplaatst voor tweede ronde  |
| Ivan Kozlov      | grote schans individueel (m)   | 36e       | 91,9 punten 91,9 p. (108,0 m) + niet geplaatst voor tweede ronde |

### Shorttrack
| Olympiër              | Discipline | Resultaat | Prestatie                |
| --------------------- | ---------- | --------- | ------------------------ |
| Jevhen Jakovlev       | 500 m (m)  | 21e       | dnq, vr 1 (3e): 44,041   |
| Jevhen Jakovlev       | 1000 m (m) | 24e       | dnq, vr 1 (3e): 1.36,005 |
| Natalija Svertsjikova | 500 m (v)  | 21e       | dnq, vr 6 (3e): 46,976   |
| Natalija Svertsjikova | 1000 m (v) | 27e       | dnq, vr 8 (4e): 1.45,279 |

Amerikaanse Maagdeneilanden · Andorra · Argentinië · Armenië · Australië · Azerbeidzjan · België · Bermuda · Bosnië en Herzegovina · Brazilië · Bulgarije · Canada · Chili · China · Chinees Taipei · Cyprus · Denemarken · Duitsland · Estland · Finland · Frankrijk · Georgië · Griekenland · Groot-Brittannië · Hongarije · Ierland · IJsland · India · Iran · Israël · Italië · Jamaica · Japan · Joegoslavië · Kazachstan · Kenia · Kirgizië · Kroatië · Letland · Liechtenstein · Litouwen · Luxemburg · Macedonië · Moldavië · Monaco · Mongolië · Nederland · Nieuw-Zeeland · Noord-Korea · Noorwegen · Oekraïne · Oezbekistan · Oostenrijk · Polen · Portugal · Puerto Rico · Roemenië · Rusland · Slovenië · Slowakije · Spanje · Trinidad en Tobago · Tsjechië · Turkije · Uruguay · Venezuela · Verenigde Staten · Wit-Rusland · Zuid-Afrika · Zuid-Korea · Zweden · Zwitserland